# Barleria gracilispina
Barleria gracilispina är en akantusväxtart som först beskrevs av Adriano Fiori, och fick sitt nu gällande namn av I.Darbysh.. Barleria gracilispina ingår i släktet Barleria och familjen akantusväxter. Inga underarter finns listade i Catalogue of Life.